# 贵阳市教育局
贵阳市教育局是贵州省贵阳市人民政府工作部门。2021年1月，贵阳市教育局被贵州省委、省政府授予“贵州省抗击新冠肺炎疫情先进集体”荣誉称号。